# István Hernek
István Hernek   (Törökszentmiklós, 23 d'abril de 1935 - St. Ignace, 25 de setembre de 2014) fou un piragüista d'aigües tranquil·les canadenc que va competir durant la dècada de 1950.
El 1954 va guanyar dues medalles, una de plata i una de bronze al Campionat del món de piragüisme que es van disputar a Mâcon. El 1956 va prendre part en els Jocs Olímpics d'Estiu de Melbourne, on guanyà la medalla de plata en la prova del C-1 1.000 metres del programa de piragüisme. En acabar els Jocs va desertar als Estats Units en resposta a la repressió soviètica de la Revolució hongaresa. Un cop als Estats Units es va casar amb Mary Ann DuChai. Plegats van dirigir un complex turístic a Michigan. Va morir mentre reparava el terrat del seu motel i caure de dalt a baix.